# 朴鍾範
朴鍾範（Park Jong Bum）出生日期1997年5月19日 
身高1.84米
體重76.6公斤
位置中堅防守中場
目前效力於香港流浪足球會有限公司
曾效力球會：平昌FC（南韓）、全州市民（南韓）、凱景